# Frédérique Bel
Frédérique Bel, nascuda a Annecy al departament de l'Alta Savoia (24 de març de 1975) és una actriu i model francesa sovint compromesa en causes socials.

## Biografia
Frédérique Bel va créixer a Annecy amb la seva germana i la seva família que eren botiguers i que més tard es van dedicar a l'hostaleria. De jove, ella i la seva germana van treballar en diverses feines per ajudar econòmicament als seus pares. Més tard, va marxar a Alsàcia a estudiar i va cursar estudis de lletres modernes a la Universitat de les Ciències humanes d'Estrasburg (Estrasburg II - Marc Bloch) on obtingué un màster d'història de l'art. Durant aquella època també va formar part de la companyia del Teatre universitari d'Estrasburg.
Amb vint-i-cinc anys es va establir a París, on va fer de figurant, model de llenceria i de doble d'escenes per així poder-se pagar els cursos de comèdia.
Entre 2001 i 2004, arriba a fer 42 espots publicitaris televisius, alguns dels quals per Bouygues d'Étienne Chatiliez, Darty de Yvan Attal, EDF de Jean-Pierre Jeunet, i també un de Philippe Lioret on fa de «fada Mir Laine».
És també coneguda pel personatge de Dorothy Doll, a la seqüència titulada La Minute blonde al Canal+, creada i realitzada per Marc Gibaja. Ha fet diverses aparicions al cinema, sobretot al paper de Miss França a la comèdia Un tiquet per a l'espai d'Éric Lartigau al costat del duo còmic Kad & O. Ha actuat també sota la direcció de Cédric Klapisch i Bertrand Blier.
L'any 2006 va protagonitzar el Càmping de Fabien Onteniente amb Mathilde Seigner amb 5,5 milions d'entrades venudes.

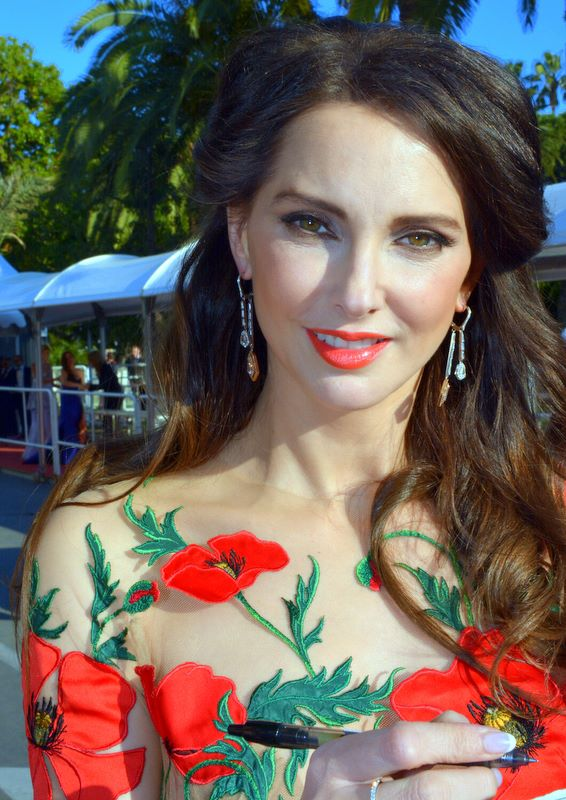
Frédérique Bel, Cannes 2016.

Tot seguit Emmanuel Mouret li proposà un primer paper a la seva comèdia romàntica Changement d'adresse amb Fanny Valette, Dany Brillant i ell mateix com realitzador, i que rep un molt bona acollida per la crítica a la Quinzena dels realitzadors a Canes. Aquest realitzador li proposarà altres tres films i la farà « la seva musa ».
Al llarg de la seva carrera, ha interpretat diferents papers com a Vilaine al 2008, que feia de dolenta del barri i que va tenir força èxit tot i fer un paper secundari.
A la pel·lícula Safari, estrenada el 2009 és ostatge a l'Àfrica al costat de Kad Merad. Frédérique Bel també ha tingut papers en pel·lícules de televisió com Small Family Murders d'Edwin Baily, en la sèrie de televisió Profilage on interpreta el paper d'una advocada manipuladora, o al llibre VI de la sèrie Kaamelott, com a serventa de Cèsar. També apareix a la sèrie Metal Hurlant.
Des del 2011 fins al 2013, va interpretar el paper de Tatiana a la sèrie insígnia de France 2 Fais pas ci, faire pas ça. El 2011 també va protagonitzar el thriller franco-xinès Les Nuits Rouges du Bourreau de Jade de Laurent Courtiaud on va interpretar a Hong-Kong, el paper de Catherine Trinquier, un paper inspirat per Christine Deviers-Joncour, que va acabar convertint-se en criminal.
El 2012, va alternar el cinema d'autor, dirigit per Frédéric Beigbeder a Love Lasts Three Years, i la comèdia popular a l'equip Lords d'Olivier Dahan.
Com a padrina de l'Associació per a les malalties hepàtiques infantils (AMFE) la qual ha donat suport des de la seva creació, Frédérique, va crear l'anunci Yellow Alert i va liderar una important campanya nacional per prevenir malalties hepàtiques.
El 2017 marca un punt d'inflexió en la seva carrera amb la interpretació com a personatge transgènere / assassí en sèrie, al thriller La Mante d'Alexandre Laurent, que va sumar més de 6 milions d'espectadors a TF1, al costat de Carole Bouquet. Aquesta sèrie que s'emet actualment a Netflix és un èxit a diversos països, però sobretot als Estats Units. A tall d'anècdota, Stephen King va fer un tuit dient que mai havia vist un personatge tan cruel.
El 7 d'octubre de 2017 esdevé patrocinadora de la Marxa solidària de Rennes (organitzada pel Centre Commercial Colòmbia) en la lluita contra el càncer de mama en la seva vuitena edició, succeint a la cantant Alizée i precedint a Elodie Gossuin.
Més tard va reprendre el seu paper d'advocada a Qu'est-ce qu'on a encore fait au Bon Dieu? La segona part de la família Verneuil, rodada a Eivissa amb Mathilde Seigner, així com a la nova pel·lícula de Michaël Youn, Divorce Club amb Arnaud Ducret i Francois-Xavier Demaison.
Al 2020 apareix com a model de roba interior en una sèrie de fotografies fetes pel fotògraf Le Turk. També participa a l'espectacle Mask Singer.

## Vida privada
És molt discreta pel que fa la seva vida privada i no en sol parlar gairebé mai, tot i que, per contra, és molt activa a les xarxes socials. Al 2012, a tall d'exemple i durant la campanya presidencial, no va dubtar a posicionar-se políticament i fer campanya nua, a Twiter, pel candidat François Hollande. Al 2020 va revelar, en una entrevista, que va viure en parella disset anys amb un home meravellós i que no van arribar a tenir fills però que no descartava adoptar-ne en un futur, tal com va fer Angelina Jolie, va declarar literalment Frédérique.